# Ryan Merkley
Ryan Merkley es el Jefe de Personal de la oficina del Director Ejecutivo de la Fundación Wikimedia, y ex CEO de la organización americana sin fines de lucro Creative Commons. Es un defensor de las licencias abiertas, la neutralidad de la red y las iniciativas de datos abiertos en el sector público. Merkley es el presidente de la junta directiva de la Fundación Open Worm y fue miembro del consejo de administración de la Fundación Quetico. Escribe y habla sobre temas como la economía del intercambio, la publicación académica y la infraestructura legal para el intercambio de contenidos. Fue incluido en la lista de "Dieciséis Torontonianos a Observar en 2016" del Globe and Mail´s.

## Biografía
Merkley nació en Cambridge (Ontario) y estudió en la Universidad de Waterloo de 1998 a 2001. Trabajó en Ingenieros sin Fronteras del Canadá como Oficial Jefe de Comunicaciones. También trabajó para el gobierno de la ciudad de Toronto y el gobierno de la ciudad de Vancouver  como Director de Comunicaciones y Asesor Senior de la Oficina del Alcalde, dirigiendo la iniciativa sobre data abierta y transparencia. En 2010, se trasladó a la Fundación Mozilla para asumir el papel de Director de Programas y Estrategia. Durante su permanencia en Mozilla, contribuyó al desarrollo de productos en apoyo de la web abierta, incluyendo Lightbeam, Webmaker y Popcorn..
Merkley fue reclutado como CEO de Creative Commons en 2014, después de que el puesto fuera dejado vacante por Catherine Casserly en 2013. Su enfoque incluyó el trabajo en una nueva estrategia a largo plazo y la sostenibilidad de la misión y las operaciones de Creative Commons. Su artículo de opinión de 2016 en Wired, en el que criticaba a la industria editorial académica, fue mencionado por el vicepresidente Joe Biden en su discurso ante la Asociación Americana de Investigación sobre el Cáncer, en el que pedía una investigación más abierta. En 2016, consiguió una subvención de 10 millones de dólares de la Fundación William y Flora Hewlett para apoyar la nueva estrategia de Creative Commons, reorientando la organización para fomentar el intercambio.
El 7 de febrero de 2017, Merkley anunció una asociación entre Creative Commons, la Fundación Wikimedia y el Metropolitan Museum por la que el Metropolitan publicó 375.000 imágenes en dominio público Creative Commons Zero, conocido como CC0. Como parte del anuncio, Creative Commons también lanzó la opción CC Search que incluye características sociales para compartir listas y de atribución básica. El motor de búsqueda, actualmente en BETA, publica imágenes con licencia Creative Commons de The MET, Flickr, 500px, Rijksmuseum, y la Biblioteca Pública de Nueva York.